# Isabelle (bande dessinée)
Pour l’article homonyme, voir Isabelle (bande dessinée, Servais).
Ne doit pas être confondu avec Isabella (bande dessinée).
Isabelle est une série de bande dessinée franco-belge créé en 1969 par Will au dessin et le duo Yvan Delporte-Raymond Macherot au scénario dans le no 1654 du journal Spirou. Elle met en scène Isabelle, petite fille d'apparence normale qui vit des histoires extraordinaires. À partir de l'album no 3, André Franquin remplace Raymond Macherot dans l'équipe des scénaristes, puis Yvan Delporte assure seul le scénario à partir de l'album no 8.

## Synopsis
Une petite fille voyage dans le monde du surnaturel, accompagnée de son oncle sorcier Hermès (arrière-grand-oncle de la septième génération) et de sa fiancée la gentille sorcière Calendula. Ils sont régulièrement mis à mal par la méchante Kalendula, l'ancêtre de Calendula, jalouse d'Hermès.

## Historique
La série est créée en 1968 quand Yvan Delporte est licencié de son poste de rédacteur en chef du journal Spirou. Alors qu'il cherche du travail, son ami Raymond Macherot lui propose de travailler ensemble sur une nouvelle série et font appel à Will pour la dessiner. Pour changer de l'univers masculin propre au journal Spirou, ils décident de créer une héroïne. Elle est publiée pour la première fois en 1969 dans le journal Spirou no 1654 avec une histoire complète de quatre planches. En 1974, Raymond Macherot tombe gravement malade, Yvan Delporte fait alors appel à son vieil ami André Franquin pour assurer avec lui les scénarios de la série. André Franquin connait aussi très bien le dessinateur Will avec qui il a été formé par Jijé dans les années 1940. 
L'équipe se met rapidement en vitesse de croisière, ainsi après des échanges sur l'histoire, le découpage et le dialogue (très important, plein de jeux de mots et d’inventions), André Franquin envoie l'ensemble des notes à Yvan Delporte qui peaufine les dialogues et rajoute des calembours. Cinq albums vont naitre de cette collaboration jusqu'en 1986 où André Franquin quitte l'aventure qui va continuer avec seulement Will et Yvan Delporte jusqu'en 1995 où les éditions Dupuis arrêtent définitivement la série après douze albums.

## Personnages
Le personnage principal de la série est Isabelle, une petite fille apparemment normale qui vit en réalité des histoires extraordinaires. 
Hermès, élégant magicien et oncle d'Isabelle. 
Calendula, belle sorcière dont est amoureux Hermès. 
Kalendula, cruelle sorcière grand-mère de la précédente, qui veut lui ravir Hermès. 
Le Chuintufle, bestiole venue des ténèbres, sorte de serpent poilu. 
Ursule, tante d'Isabelle, qui fait des tartes et des gâteaux, mais ne se rend pas compte des aventures que vit Isabelle.
Mélusine, jeune sorcière qui rate fréquemment ses tours.

## Publication

### Albums

#### Collection originale
Le premier album de la série sort en 1972 aux éditions Dupuis et s'intitule Le Tableau enchanté. Le deuxième album intitulé Les Maléfices de l'oncle Hermès sort en 1978. Le troisième L'Astragale de Cassiopée sort en 1979. L'année suivante sort quatrième album intitulé Un empire de dix arpents. En 1981, sort le cinquième album intitulé L'Étang des sorciers. Deux ans plus tard sort le sixième album intitulé Isabelle et le capitaine, mais est aujourd'hui considéré comme le deuxième album de la série, Les Maléfices de l'oncle Hermès étant considéré comme le troisième album malgré la chronologie de sortie[réf. nécessaire]. Le septième album L'Envoûtement du Népenthès sort en 1986. Le huitième album sort en 1991 et s'intitule La Lune gibbeuse. La série compte ensuite un nouvel album par an. Le neuvième s'intitule La Traboule de la Géhenne, le dixième Le Sortilège des gâtines, le onzième Le Grand Bonbon. Le douzième et ultime album sort en 1995 et s'intitule Les Abraxas pernicieux.

#### Hors-série
En 1991 à l'occasion de la parution du huitième album est publiée un fascicule promotionnel de la série de huit planches intitulé La lune gibbeuse, bienvenue dans le monde fabuleux d'Isabelle.

#### Réédition
En 2007, les éditions Le Lombard publient une intégrale de la série en trois volumes.

### Revues
La série est publiée pour la première fois, en 1969, dans le journal Spirou no 1654 avec l'histoire complète de quatre planches intitulée Isabelle et les gens d’ailleurs sur dessin de Will avec un scénario de Raymond Macherot et Yvan Delporte.
L'année suivante est publiée la première histoire à suivre intitulée Isabelle et le tableau enchanté du no 1666 au no 1680 et fait la couverture du no 1667. En 1971, est publiée du no 1714, dont elle fait aussi la couverture, au no 1720 l'histoire à suivre Isabelle et les voleurs et du no 1747 au no 1761 l'histoire à suivre Isabelle et le capitaine. 
Deux ans plus tard est publiée dans le no 1823 une histoire complète de neuf planches intitulée Monsieur Printemps. 1974 voit la publication de l'histoire à suivre intitulée Isabelle et la petite fée au pair du no 1912, dont elle fait aussi la couverture, au no 1916. 
L'année suivante André Franquin rejoint l'équipe des scénaristes. L'histoire à suivre intitulée Les maléfices de l’oncle Hermès est publiée du no 1929 au no 1935, ainsi que l'histoire à suivre intitulée L’île dont on ne revient pas, du no 1965 au no 1972. Elle fait aussi la couverture des numéros 1929 et 1966. L’astragale de Cassiopée est l'histoire à suivre publiée en 1976 du no 2019 au no 2035 et fait la couverture des numéros 2019 et 2033. La série ne revient que deux ans plus tard, avec la disparition de Raymond Macherot de l'équipe de scénariste et la publication de l'histoire Un empire de dix arpents du no 2111 au no 2137. Elle fait aussi la couverture du no 2113. 
En 1980, est publiée du no 2217 au no 2236 l'histoire à suivre intitulée L’étang des sorciers et elle fait la couverture des numéros 2217 et 2231. En 1983, est publiée une histoire complète de six planches intitulée L’averse inverse dans le sixième hors-série du journal Spirou intitulée Album +. Deux ans plus tard est publiée du no 2477 au no 2480 l'histoire à suivre intitulée L’envoûtement du Népenthès. 
La série revient en 1991, avec cette fois le seul Yvan Delporte au scénario. Se succèdent ainsi l'histoire à suivre La lune gibbeuse, du no 2752 au no 2767, et l'histoire à suivre intitulée La traboule de la Géhenne, du no 2788 au no 2798. L'année suivante est publiée l'histoire à suivre Le sortilège des gâtines du no 2815 au no 2826. En 1993, est publiée l'histoire à suivre intitulée Le grand bonbon du no 2894 au no 2906. L'ultime parution dans Spirou a lieu l'année suivante avec l'histoire à suivre intitulée Les Abraxas pernicieux publiée du no 2956 au no 2966.